# Championnats d'Europe de gymnastique artistique 2005
Navigation
Édition précédente Édition suivante
Les 1er Championnats d'Europe individuels de gymnastique artistique masculine et féminine se sont déroulés du 2 au 5 juin 2005 à Debrecen (Hongrie).

## Épreuves masculines

### Concours général individuel
| Rang               | Gymnaste            | Sol   | Cheval d'arçon | Anneaux | Saut  | Barres parallèles | Barre fixe | Total  |
| Médaille d'or      | Rafael Martínez     | 9.300 | 9.100          | 9.225   | 8.900 | 9.175             | 9.650      | 55.350 |
| Médaille d'argent  | Răzvan Șelariu      | 9.475 | 9.187          | 9.025   | 9.550 | 8.950             | 9.050      | 55.237 |
| Médaille de bronze | Denis Savenkov      | 8.937 | 9.262          | 9.000   | 9.450 | 9.137             | 9.162      | 54.948 |
| 4                  | Sergei Khorokhordin | 8.100 | 8.962          | 9.137   | 9.662 | 9.112             | 9.437      | 54.410 |
| 5                  | Dimitri Savitski    | 9.187 | 8.425          | 9.275   | 9.337 | 8.937             | 9.225      | 54.386 |
| 6                  | Ioan Silviu Suciu   | 9.212 | 9.612          | 9.125   | 9.687 | 7.787             | 8.825      | 54.248 |
| 7                  | Anatoli Vasiliev    | 8.537 | 9.137          | 8.437   | 9.537 | 9.087             | 9.225      | 53.960 |
| 8                  | Manuel Campos       | 9.125 | 9.487          | 8.387   | 9.062 | 9.000             | 8.850      | 53.911 |
| 9                  | Eugen Spiridonov    | 8.812 | 9.275          | 8.650   | 9.187 | 8.937             | 8.450      | 53.311 |
| 10                 | Martin Konecny      | 9.062 | 8.762          | 8.650   | 9.625 | 8.500             | 8.225      | 52.824 |

### Finales par engins

#### Sol
- Marian Dragulescu  Roumanie
- Razvan Dorin Selariu  Roumanie
- Robert Gal  Hongrie

#### Cheval d'arçon
- Krisztian Berki  Hongrie
- Marius Urzică  Roumanie
- Nikolai Ktyukov  Russie

#### Anneaux
- Andrea Coppolino  Italie
- Yuri van Gelder  Pays-Bas
- Alexander Safoshkin  Russie

#### Saut
- Jevgēņijs Saproņenko  Lettonie
- Filip Yanev  Bulgarie
- Răzvan Șelariu  Roumanie
- Jeffrey Wammes  Pays-Bas

#### Barres parallèles
- Manuel Carballo  Espagne
- Yann Cucherat  France
- Mitja Petkovsek  Slovénie

#### Barre fixe
- Fabian Hambüchen  Allemagne
- Igor Cassina  Italie
- Valeriy Honcharov  Ukraine

## Épreuves féminines

### Concours général individuel
La Française Marine Debauve remporte le concours général féminin. C'est la première fois qu'une gymnaste française enlève ce titre. Derrière la dijonnaise, on trouve sur le podium les Russes Anna Pavlova et Yulia Lozhecko.
| Rang               | Gymnaste           | Saut  | Barres asymétriques | Poutre | Sol   | Total  |
| Médaille d'or      | Marine Debauve     | 8.962 | 9.487               | 9.487  | 9.162 | 37.098 |
| Médaille d'argent  | Anna Pavlova       | 9.450 | 9.037               | 9.462  | 9.125 | 37.074 |
| Médaille de bronze | Yulia Lozhecko     | 9.037 | 9.325               | 9.150  | 9.237 | 36.749 |
| 4                  | Suzanne Harmes     | 9.012 | 9.250               | 8.950  | 9.375 | 36.587 |
| 5                  | Francesca Benolli  | 9.462 | 9.075               | 8.425  | 9.175 | 36.137 |
| 6                  | Aagje Vanwelleghem | 9.275 | 9.237               | 8.737  | 8.637 | 35.886 |
| 7                  | Florica Leonida    | 9.187 | 9.312               | 8.525  | 8.775 | 35.799 |
| 8                  | Émilie Le Pennec   | 9.200 | 9.637               | 7.325  | 9.475 | 35.637 |
| 9                  | Dariya Zgoba       | 8.937 | 9.512               | 8.725  | 8.100 | 35.274 |
| 10                 | Monica Bergamelli  | 8.925 | 9.075               | 8.725  | 8.537 | 35.262 |

### Finales par engins

#### Saut
- Francesca Benolli  Italie
- Anna Pavlova  Russie
- Aagje Vanwalleghem  Belgique

#### Barres asymétriques
- Émilie Le Pennec  France
- Tania Gener  Espagne
- Dariya Zgoba  Ukraine

#### Poutre
- Cătălina Ponor  Roumanie
- Marine Debauve  France
- Anna Pavlova  Russie

#### Sol
- Isabelle Severino  France
- Suzanne Harmes  Pays-Bas
- Émilie Le Pennec  France

## Tableau des médailles
| Rang  | Nation      | Or | Argent | Bronze | Total |
| ----- | ----------- | -- | ------ | ------ | ----- |
| 1     | France      | 3  | 2      | 1      | 6     |
| 2     | Roumanie    | 2  | 3      | 1      | 6     |
| 3     | Espagne     | 2  | 1      | 0      | 3     |
|       | Italie      | 2  | 1      | 0      | 3     |
| 5     | Pays-Bas    | 1  | 1      | 1      | 3     |
| 6     | Hongrie     | 1  | 0      | 1      | 2     |
| 7     | Allemagne   | 1  | 0      | 0      | 1     |
|       | Lettonie    | 1  | 0      | 0      | 1     |
| 9     | Russie      | 0  | 2      | 4      | 6     |
| 10    | Bulgarie    | 0  | 1      | 0      | 1     |
| 11    | Ukraine     | 0  | 0      | 2      | 2     |
| 12    | Slovénie    | 0  | 0      | 1      | 1     |
|       | Belgique    | 0  | 0      | 1      | 1     |
|       | Biélorussie | 0  | 0      | 1      | 1     |
| TOTAL | TOTAL       | 13 | 11     | 13     | 37    |